# Bakhira Tal
Bakhira Tal, Badanch Tal o Moti Jhil és un llac al districte de Sant Kabir Nagar a Uttar Pradesh, una de les zones humides més importants i grans de l'Índia en pla. Modernament (1980) s'ha creat la Reserva d'Ocells de Bakhira. És a 44 km a l'est de Gorakhpur. El llac mesura 8 x 3 km i és una depressió coberta d'aigua la profunditat de la qual no passa d'1,5 metres. A l'est arriba fins a la proximitat del riu Rapti. L'aigua del llac ve de les pluges i del sobrant del riu. Hi ha bona pesca. Hi ha 108 pobles a les vores del llac entre els quals el de Bakhira.